# Mesolecanium uvicola
Mesolecanium uvicola är en insektsart som beskrevs av Hempel 1920. Mesolecanium uvicola ingår i släktet Mesolecanium och familjen skålsköldlöss. Inga underarter finns listade i Catalogue of Life.